# Bandera de Tonga
La bandera de Tonga fue adoptada el 4 de noviembre de 1875.
La actual bandera tongana es muy similar a la de la Cruz Roja; de hecho, y en un principio, era demasiado idéntica a esta, pero para evitar la confusión, fue sustituida de modo que el crucero rojo apareciera como un cantón similar al de las banderas de la marina mercante británica desde el siglo XVII. La bandera ha sido utilizada desde 1864, pero oficialmente fue adoptada en 1875. La Constitución de Tonga declara que la bandera nunca podrá ser sustituida.

## Galería de banderas

### Otras banderas vigentes

Estandarte real de Tonga.
Bandera y pabellón naval.
Bandera de los Servicios de Defensa de Tonga
Alférez del Servicio de Aduanas
Alférez de cuarentena
Bandera piloto, similar a la bandera de Polonia

### Banderas históricas

Bandera de Tongatapu (1858-1862)
Bandera de Tonga (1862-1866).
Estandarte Real de Tonga
Bandera del Primer Ministro

### Otras banderas

Bandera del distrito de Niuafo'ou

## Banderas similares

### Banderas nacionales

Bandera de Taiwán
Bandera de Samoa

### Otras banderas

Pabellón civil del Reino Unido
Bandera de Birmania entre 1974 y 2010

- Datos: Q188072
- Multimedia: National flag of Tonga / Q188072